# Бруно (саксонский хронист)
Бруно, или Бруно из Магдебурга, также  Бруно из Мерзебурга (лат. Bruno Saxonicus, или Bruno Magdeburgensis; нем. Bruno von Merseburg) — саксонский монах и хронист второй половины XI века, летописец Саксонского восстания 1073—1075 годов.

## Биография
Выходец из знатного рода, он в 1063—1078 годах был клириком магдебургского архиепископа Вернера, а в 1078—1093 годах — Вернера, епископа Мерзебурга, возможно, являясь членом епископской канцелярии. Некоторые исследователи отождествляют его со схоластиком Бруно, членом Магдебургского соборного капитула, упомянутым в документе от 1100 года.
Между 1082-м и 1093 годами написал «Книгу о саксонской войне» (лат. Historia de Bello Saxonico, или Saxonicum Bellum), в которой описана политическая жизнь Саксонии с 1056 по 1081 год, в том числе Саксонское восстание 1073—1075 годов, одним из лидеров которого и противником германского императора Генриха IV был архиепископ Вернер Магдебургский. 
Сочинение Бруно, созданное в подражание труду римского историка I в. до н. э. Саллюстия «Югуртинская война» (лат. Bellum Iugurthinum), состоит из 131 главы и посвящено епископу Вернеру Мерзебургскому. Составленное главным образом на основе устных рассказов очевидцев, оно, несмотря на свою крайнюю тенденциозность и ошибки в хронологии, является важным историческим источником своей эпохи, поскольку, помимо событий самого восстания, уделяет внимание и начавшейся распре между императором Генрихом IV и римским папой Григорием VII, послания которых друг другу приводятся в его тексте.
Идеологически Бруно, как и его покровители-прелаты, был противником политики Генриха IV в Саксонии, поэтому труд его является не только хроникой, но и политическим памфлетом на германского императора. К числу анекдотов, компрометирующих Генриха, относится рассказ о направленном им около 1070 года посольстве к киевскому князю Святославу Ярославичу, имеющий под собой определённую историческую основу.
В XII веке «Книга о Саксонской войне» Бруно послужила источником для «Саксонского анналиста» и автора «Деяний магдебургских епископов» (лат. Gesta archiepiscoporum Magdeburgensium).
Впервые «Книга о саксонской войне» полностью издана в 1848 году Георгом Перцем в Ганновере в Monumenta Germaniae Historica; в 1853 году в Берлине опубликован немецкий перевод Вильгельма Ваттенбаха.

## Издания
- Bruno Magdeburgensis Buch von Sachsenkrieg, neu bearbeited von Hans-Eberhard Lohmann // Monumenta Germaniae Historica. — Leipzig: K. W. Hiersemann, 1937. — pp. 12—123. — (Deutsches Mittelalter. Kritische Studientexte, 4).
- Brunonis Liber de bello Saxonico // Quellen zur Geschichte Kaiser Heinrichs IV. Darmstadt. Wissenschaftliche Buchgesellschaft. 1963.
- Бруно. О Саксонской войне // Немецкие анналы и хроники X—XI столетий / Перев. И. В. Дьяконова и В. В. Рыбакова. — М.: Русский Фонд Содействия Образованию и Науке, 2012. — С. 450—559. — (Источники истории). — ISBN 978-5-91244-065-6.